# Kindererholung
Unter Kindererholung versteht man eine speziell auf die Bedürfnisse von Kindern ausgerichtete Kombination aus Kur und Kinderfreizeit.

## Ursprungsidee
Während des Zweiten Weltkriegs wurden Kinder aus den Städten evakuiert und auf dem Land untergebracht (Kinderlandverschickung). Nach dem Krieg wurden Kinder, die beispielsweise an Unterernährung litten, mit Kindererholungsmaßnahmen unterstützt. Mit dem Wirtschaftswunder hat sich der Zweck dahingehend gewandelt, dass heute Kinder mit Krankheiten, Übergewicht, geistigen Behinderungen oder Kinder aus sozial schwachen Verhältnissen eine schöne gemeinsame Zeit verbringen.

## Kennzeichen
Kindererholungen werden teilweise von Krankenkassen bezuschusst. Dafür müssen diese bestimmte Kriterien erfüllen:
- Drei Wochen Dauer
- ärztliche Anfang- und Schlussuntersuchung vor Ort
- bei der Programmgestaltung ist der Gesundheitszustand jedes einzelnen Kindes zu berücksichtigen
- das Programm muss einen körperlichen und seelischen Erholungswert beinhalten (z. B. festgelegte Mittags- und Nachtruhe, strukturierten Tagesablauf)

Zusammen mit ihren speziell ausgebildeten pädagogischen Betreuern sollen sie durch viel Bewegung in der frischen Luft und dem Umgang mit Gleichaltrigen ihre physische und psychische Gesundheit fördern. Weil heute auch viele hyperaktive oder anderweitig verhaltensauffällige Kinder solche Maßnahmen vom Arzt verordnet bekommen, sind die Betreuer einer stark zunehmenden Belastung ausgesetzt, was eine gute Schulung derselben notwendig macht.

## Qualitätskriterien
Um gute Angebote einfacher zu erkennen, hat die Bundeszentrale für gesundheitliche Aufklärung das Gütesiegel Gut drauf entwickelt. Nach den Prinzipien Bewegung, Entspannung und hochwertige Ernährung ist der Ablauf der Kindererholung zu gestalten. Die Ergebnisse sollen für den Alltag eine nachhaltige Wirkung erreichen. Aktuelle Jugendkulturen sind aufzugreifen, Gesundheit muss in Szene gesetzt werden. Die Angebote müssen durch qualifiziertes Personal betreut werden, zugleich sind die Teilnehmer in die Programmgestaltung einzubinden. Ebenfalls erfordert werden teamorientiertes Arbeiten, Qualitätssicherung, Evaluation und Vernetzung.

## Anbieter
Kindererholungen werden vor allem vom Deutschen Roten Kreuz, dem Caritasverband oder dem Diakonischen Werk angeboten. In der Regel führen solche Erholungsmaßnahmen in die Reizklimate der Alpen oder der Nord- und Ostsee.

## Spezielle Angebote
Kindererholungen werden aber auch für solche Kinder angeboten, welche besonderen gesundheitlichen Belastungen ausgesetzt sind, wie z. B. Kinder aus Tschernobyl.

## Unterscheidung zu Kinderfreizeit und Stadtranderholung
Der Unterschied zu einer einfachen Kinderfreizeit liegt im speziellen gesundheitlichen Aspekt. Ebenfalls zu unterscheiden ist die Stadtranderholung, bei der die Kinder nicht für mehrere Wochen in ein Heim fahren, sondern lediglich tagsüber die Zeit in einer Tageseinrichtung verbringen, abends aber wieder abgeholt werden.